# Régime méditerranéen
 (septembre 2023).
Le régime méditerranéen, également appelé régime crétois ou diète méditerranéenne, est un régime inventé dans les années 1960 en s’inspirant des cuisines traditionnelles du Sud de l’Espagne, de la Crète et du Sud de l’Italie. Il est caractérisé par la consommation en abondance de fruits, légumes, légumineuses, céréales, herbes aromatiques et d'huile d'olive, une consommation modérée de produits laitiers d'origine variée (chèvre et brebis essentiellement et issus de la vache dans une moindre mesure), d'œufs et de vin, une consommation limitée de poisson et une consommation occasionnelle de viande.
Plusieurs études montrent que le régime méditerranéen permet :
- de diminuer la mortalité et la morbidité causée par les maladies cardiovasculaires ;
- de diminuer le risque de maladie d'Alzheimer et de maladie de Parkinson ;
- d'améliorer les chances de grossesse lors d'une fécondation assistée.

## Caractéristiques
Le régime méditerranéen repose sur :
- une consommation importante et quotidienne d’eau, de fruits — dont les fruits à coque —, de légumes, légumineuses, céréales ;
- une consommation quotidienne d'huile d'olive et d'herbes aromatiques ;
- une consommation modérée et diversifiée de produits laitiers (produits issus principalement de laits de brebis et de chèvre et dans une moindre mesure de lait de vache) variant d'une consommation quotidienne à hebdomadaire ;
- une consommation modérée d'œufs, de vin rouge durant les repas, et d'infusions[3] ;
- une consommation limitée de poisson environ deux fois par semaine ;
- une consommation faible de viande, particulièrement en ce qui concerne la viande rouge.

Ces aliments contribuent de manière différente à une baisse de la mortalité constatée lors de différentes études,.

## Histoire
En 1948, la Fondation Rockefeller a voulu dresser un état des lieux de la santé et des conditions de vie des habitants de la Crète après la Seconde Guerre mondiale. Elle a constaté que leur alimentation traditionnelle, à base de céréales, fruits et légumes, olives permettait aux Crétois d'être en bonne santé, malgré une faible consommation de produits animaux.
Dans les années 1950, l’intérêt pour ce régime alimentaire fait l'objet d'études menées auprès d'habitants de la Calabre et du Cilento par le médecin américain Ancel Keys : ses travaux permettent d'établir un lien majeur entre alimentation et maladies cardiovasculaires. Ancel Keys qualifie le repas méditerranéen de « délices partagés ». Indissociable de ses recherches, le manger ensemble est une composante fondamentale du « style de vie » méditerranéen. C’est une qualité séculaire héritée :

« Nous ne nous asseyons pas à la table pour manger mais pour manger ensemble. »

— disait Plutarque au Ier siècle.
 Aujourd'hui, cette qualité demeure encore inchangée dans plusieurs régions d'Italie à forte identité. Le type d'alimentation spécifique à l'île de Sardaigne et le mode de vie des habitants des villages de l'intérieur a par exemple contribué à une espérance de vie très élevée dans les communes où passe la transhumance en Sardaigne, qui fait depuis le XXIe siècle l'objet de circuits de randonnée en Sardaigne[réf. nécessaire].

## Aspects culturels
La « diète méditerranéenne » a été inscrite le 16 novembre 2010 sur la liste représentative du patrimoine culturel immatériel de l'humanité par l'UNESCO. Elle représente un « ensemble de savoir-faire, connaissances, pratiques et traditions », et non un modèle nutritionnel mettant en avant certains types d’aliments comme plus sains que d’autres.
L'inscription concerne quatre communautés reliées par le même patrimoine culturel commun et qui sont : Cilento (Italie), Coron (Grèce), Soria (Espagne) et Chefchaouen (Maroc). En 2013, trois nouveaux pays sont ajoutés par l'UNESCO : Chypre, Croatie et Portugal. Ces trois pays sont représentés respectivement par les communautés emblématiques de Agros, des îles de Hvar et de Brač et de la commune de Tavira.

## Bénéfices pour la santé
D'une manière générale le régime méditerranéen permettrait une plus grande longévité et une plus longue espérance de vie en bonne santé.

### Difficultés d'évaluation
Son efficacité est difficile à évaluer puisqu'elle repose essentiellement sur des études observationnelles : contrairement aux études expérimentales, il s'agit de rapport de cas où le lien de cause à effet ne peut être établi en l'absence d'intervention extérieure. Or, ce schéma d'étude est plus approprié pour l'observation de maladies rares ou pour une longue période entre l'exposition et l'issue.
En 2019, une revue de 30 essais cliniques randomisés conclut que les effets du régime méditerranéen sur les facteurs de risque cardiovasculaire restent incertains.
Seules quelques études sont de type expérimental (l'investigateur modifie volontairement les habitudes alimentaires d'un groupe de patients). Il existe des observations, en particulier, sur des groupes de l'île grecque d'Ikaría et en Sardaigne,.
Une autre technique consiste à comparer le devenir au sein d'une même population d'un groupe suivant sérieusement ce régime et d'un groupe l'ayant abandonné.

### Données

#### Maladies cardiovasculaires

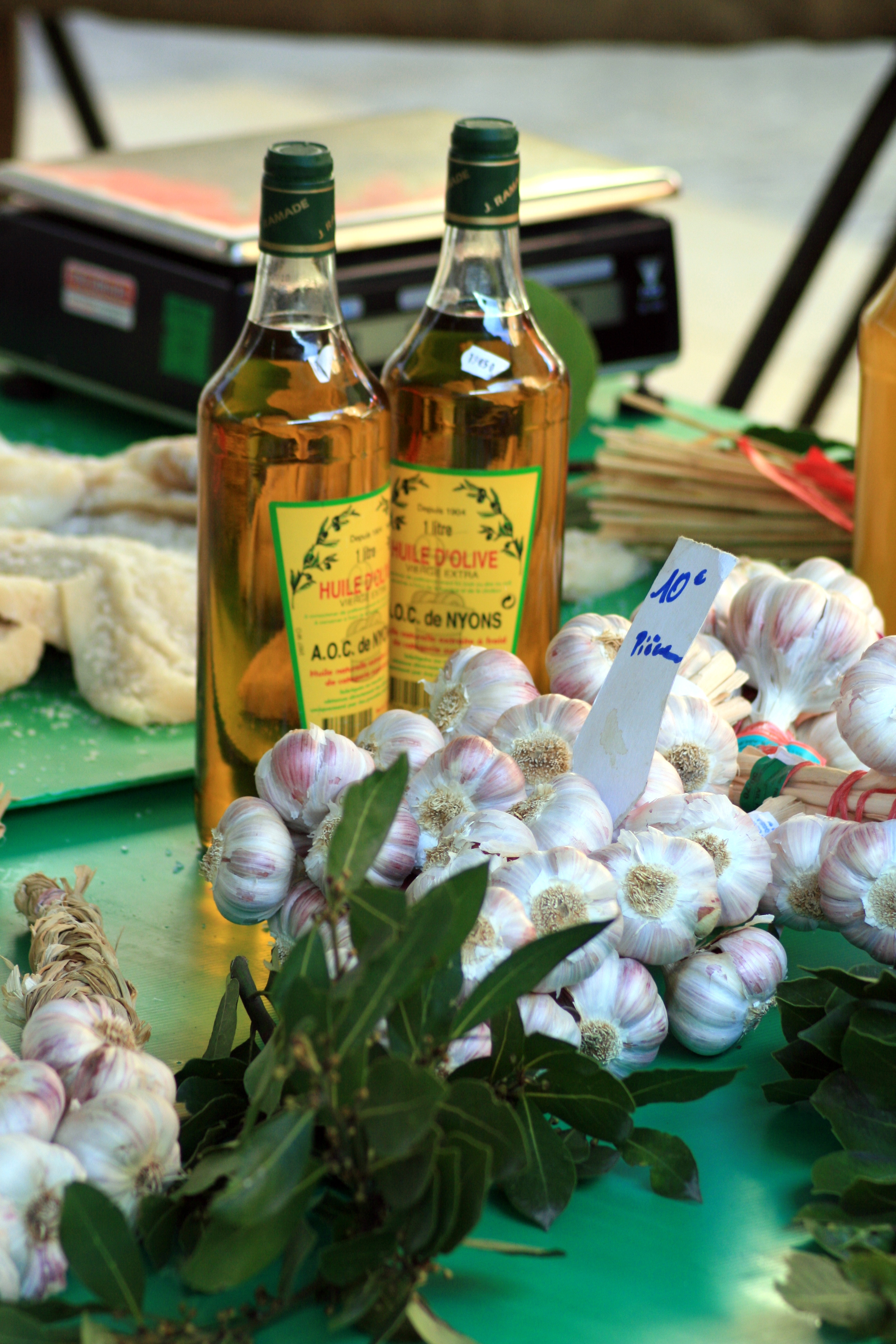
Huile d'olive de Nyons.

En 1970, une étude comparative ayant porté sur sept pays, choisis par l'investigateur, concluait que les hommes crétois avaient un taux exceptionnellement faible de décès par maladies cardiovasculaires, malgré une consommation modérée à forte de matières grasses.
Près de 30 ans plus tard, une étude intitulée Lyon Diet Heart Study a testé une sorte de régime crétois pragmatiquement adapté à d'autres cultures et habitudes de vie, après avoir constaté qu'une grande partie des personnes suivies par cette étude, uniquement des patients ayant survécu à une première crise cardiaque, seraient réticentes à remplacer le beurre par de l'huile d'olive. Les patients ont utilisé une margarine à base d'huile de colza, et ont augmenté de 20 % leur consommation de fruits riches en vitamine C et de pain, tout en diminuant les viandes rouges et transformées (charcuteries). Ce régime a conduit à une chute spectaculaire (−70 %) de la mortalité toutes causes confondues. Le succès était tel que le comité d'éthique a décidé d'interrompre l'étude prématurément, afin de mettre ces résultats à disposition du public immédiatement.
Pour la perte de poids, il semble équivalent à d'autres types de régime (pauvre en graisse ou pauvre en sucre) et apporte un meilleur contrôle de la glycémie,.
Mi-2009, une étude faite en Grèce conclut que deux composantes du régime méditerranéen (consommation élevée de légumes et faible consommation de viandes) étaient plus significativement associées à un faible risque de mortalité que les autres composants du régime (régime riche en céréales et en poisson). En outre une forte consommation de fruits et de noix, ainsi que de légumineuses étaient également associées à un moindre risque de mortalité.
Ce régime pouvait aider à conserver un cerveau en bonne santé en réduisant la fréquence de mini-accidents cérébraux pouvant contribuer au déclin mental.
L'effet le plus positif semble être une diminution de la mortalité globale, surtout cardiovasculaire et par cancer (étude observationnelle). Il semble réduire le risque de survenue de maladies cardiovasculaires (étude interventionnelle,) en faisant mieux qu'un régime pauvre en graisse. Cette diminution des maladies cardiovasculaires pouvant être due à l'amélioration des facteurs de risque ainsi que du risque de survenue d'un syndrome métabolique : obésité (étude interventionnelle), hypertension artérielle (étude observationnelle).

### Troubles neurologiques
Le régime méditerranéen semble également réduire le risque de survenue de maladie d'Alzheimer et de maladie de Parkinson d'environ un cinquième,. De plus, ce régime diminuerait le risque d'apparition de maladie d'Alzheimer (MA), mais aussi freinerait son évolution, avec un effet dose-réponse.
Une sous-étude de l'essai PREDIMED montre que les patients choisis aléatoirement pour recevoir un régime méditerranéen enrichi en huile d'olive extra-vierge ou en noix ont une meilleure fonction cognitive que les témoins qui suivent un régime pauvre en graisse.
Le déclin cognitif lié à l'âge chez des Espagnols à haut risque cardiovasculaire a été mesuré après six ans de régime alimentaire, soit riche en huile d'olive et de noix mixées, soit de régime de restriction d'aliment gras. Les patients assignés au régime noix plus huile d'olive avaient non seulement des scores cognitifs meilleurs que les patients sous régime pauvre en graisse, mais ils s'étaient améliorés depuis le début de l'étude.

### Autres
Une observance plus stricte du régime serait associée avec une longueur plus importante des télomères, ce qui pourrait favoriser la longévité.
Ce régime, suivi durant la grossesse, semble protéger les futurs enfants de l'asthme et des allergies.
De plus, il faciliterait enfin également la réussite d'une fécondation assistée ; sur 161 femmes de couples traités pour hypofertilité ou infertilité, les grossesses étaient en effet 40 % plus nombreuses chez les femmes ayant le mieux suivi un régime méditerranéen dans les mois précédant le traitement (fécondation in vitro pour 1/3 d'entre elles, et injection intracytoplasmique de sperme pour les autres). Les femmes ayant suivi un simple « régime santé » (riche en fruits, légumes, céréales, féculents, poissons, pauvre en viande, snack-food, et mayonnaises, mais moins riche en huile d'olive que dans le régime méditerranéen) ont eu un résultat un peu moins bon. Les acides gras oméga-6 des olives sont des précurseurs des prostaglandines, qui influent sur le cycle menstruel, l’ovulation et la conduite à terme d'une grossesse. La vitamine B6 était déjà connue pour améliorer les chances de fécondation chez des femmes hypofertiles. Ce type d'étude nécessite des confirmations plus scientifiques, car des biais ici non contrôlés par les scientifiques peuvent exister, précisent les auteurs.
Globalement le régime méditerranéen permet d'augmenter la forme physique telle que peut en témoigner une vitesse de marche plus grande.

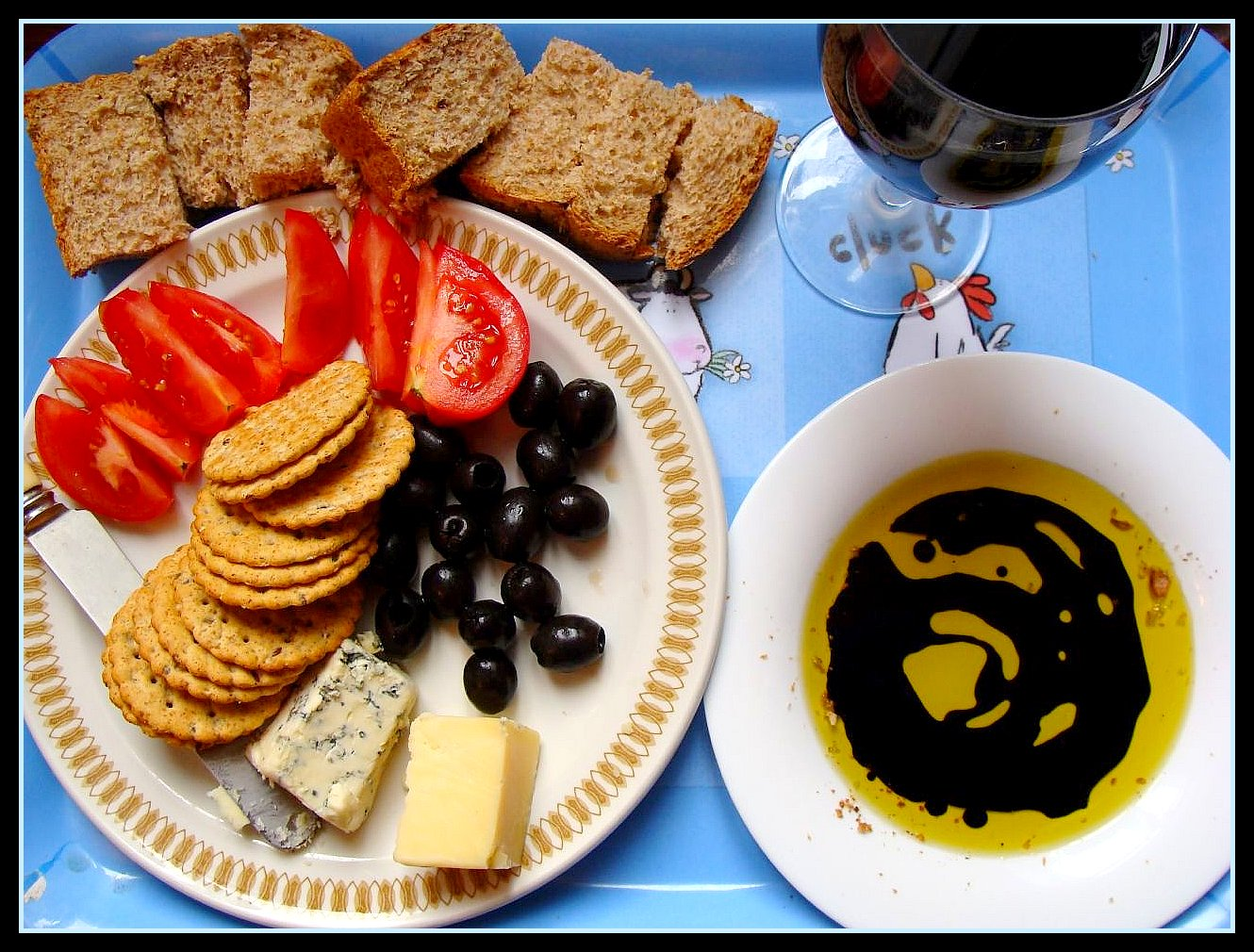
Menu french paradox

Il est important de distinguer cette pratique alimentaire des « régimes amaigrissants » ou « régimes » du langage courant, dont la plupart se révèlent contre-productifs. Dès la fin de ces régimes restrictifs, les kilos perdus sont vite regagnés, avec un surpoids. Ici il s'agit plus d'un mode de vie, durable, et dont les bénéfices se font sentir à court et moyen terme.
Quelques caractéristiques de ce régime se retrouvent dans certaines régions du sud de la France, et pourraient selon certains auteurs contribuer à expliquer le paradoxe français.
Ces résultats font qu'ils inspirent de nombreuses recommandations nutritionnelles officielles dans le monde.
Enfin, le régime méditerranéen répond à la première recommandation du « Programme national nutrition santé » (PNNS) de l'Institut national de prévention et d'éducation pour la santé (INPES) : Manger 5 fruits et légumes par jour. Cependant le PNNS s'éloigne beaucoup du régime méditerranéen en ce qui concerne les recommandations de consommation de viande et de produits laitiers.